# Anopheles mediopunctatus
Anopheles mediopunctatus este o specie de țânțari din genul Anopheles. A fost descrisă pentru prima dată de Theobald în anul 1903. Conform Catalogue of Life specia Anopheles mediopunctatus nu are subspecii cunoscute.